# Isole della Danimarca

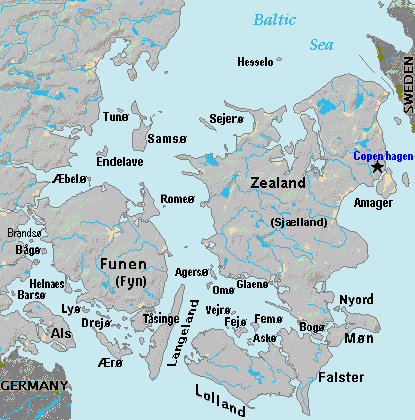
Mappa di alcune delle isole più estese della Danimarca

Questa è una lista di isole della Danimarca. Ci sono circa 406 isole in Danimarca (senza contare le Fær Øer e la Groenlandia); circa 70 di esse sono popolate ma le restanti sono disabitate: alcune di esse sono diventate disabitate solamente in tempi recenti, per motivi economici.

## Definizione
Le varie liste di isole danesi differiscono le une dalle altre a seconda di come viene definita la parola "isola". Secondo la definizione del governo danese, un'"isola" dev'essere circondata da acqua profonda almeno un metro ed avere vegetazione su di sé per essere chiamata tale. Un altro criterio comunemente usato è il seguente: un'"isola" dev'essere circondata da acqua che scorre liberamente e che non appartenga ad una struttura creata artificialmente (come un canale); secondo questo criterio, luoghi come Christianshavn e Holmen a Copenaghen, in altre occasioni definite isole artificiali, sono in realtà parte dell'isola di Amager.

## Numero di isole
Il numero di isole della Danimarca cambia continuamente. Nuove isole si formano occasionalmente per sedimentazione: alcuni esempi di questo tipo di isole si trovano nelle acque intorno ad Æbelø, a nord di Fionia, come l'isola di Drætlingen che si formò alla fine degli anni novanta ed un isolotto ancora senza nome registrato nel 2008; queste nuove isole sono generalmente meno stabili delle più estese isole moreniche, e potrebbero sparire nuovamente. Altre isole vengono create artificialmente: Peberholm, formatosi nel processo di costruzione del ponte di Øresund, ne è un notevole esempio; altre isole artificiali danesi includono alcune fortezze marine al largo di Copenaghen, come la Middelgrundsfortet, la Trekroner Søfort e la Flakfortet.
Le isole possono anche sparire. Un esempio di ciò è la Jordsand, una delle Isole Frisone Settentrionali: secondo cronache del 1231, l'isola allora aveva un'area di circa 20 km²; dopo una serie di tempeste durante il XIII secolo, la sua area scese fino a circa 0,41 km², e nel 1763 a circa 0,18 km², finché nel 1895 Jordsand cessò di esistere. In altri casi le isole sono assorbite da masse più estese di terra asciutta, per effetto della sedimentazione naturale o della sottrazione artificiale di terre dai canali che le separano, trasformandosi da isole in capi. La seconda più estesa isola della Danimarca, Vendsyssel-Thy, non è sempre stata un'isola: una tempesta penetrò l'istmo che la collegava alla terraferma (l'Agger Tange) il 3 febbraio 1825 e separò la Vendsyssel-Thy dal resto dello Jutland; ancora prima l'area era stata un'isola, quando uno stretto presso Vust era aperto prima del XII secolo.

## Lista delle isole più estese della Danimarca
Questa è una lista delle isole più estese della Danimarca:
| Numero | Nome dell'isola       | Area (km²) | Popolazione (01/01/2024) | Localizzazione                                  |
| ------ | --------------------- | ---------- | ------------------------ | ----------------------------------------------- |
| 1      | Selandia              | 7 031,3    | 2 389 663                | Mar Baltico / Kattegat / Øresund / Grande Belt  |
| 2      | Vendsyssel-Thy        | 4 685,73   | 296 596                  | Mare del Nord                                   |
| 3      | Fionia                | 2 984,56   | 477 131                  | Grande Belt / Piccolo Belt                      |
| 4      | Lolland               | 1 242,86   | 57 174                   | Mar Baltico                                     |
| 5      | Bornholm              | 588,15     | 39 332                   | Mar Baltico                                     |
| 6      | Falster               | 513,76     | 41 621                   | Mar Baltico                                     |
| 7      | Morsø                 | 363,31     | 19 699                   | Limfjorden                                      |
| 8      | Als                   | 312,22     | 49 452                   | Piccolo Belt                                    |
| 9      | Langeland             | 283,84     | 12 012                   | Grande Belt                                     |
| 10     | Møn                   | 217,75     | 9 052                    | Mar Baltico                                     |
| 11     | Rømø                  | 128,86     | 569                      | Wattenmeer, Mare del Nord                       |
| 12     | Samsø                 | 112,06     | 3 694                    | Kattegat                                        |
| 13     | Læsø                  | 101,22     | 1 759                    | Kattegat                                        |
| 14     | Amager                | 96,29      | 222 920                  | Øresund                                         |
| 15     | Ærø                   | 88,07      | 5 948                    | Arcipelago di Fionia Meridionale                |
| 16     | Tåsinge               | 69,79      | 6 444                    | Arcipelago di Fionia Meridionale                |
| 17     | Fanø                  | 55,78      | 3 357                    | Wattenmeer, Mare del Nord                       |
| 18     | Anholt                | 22,37      | 127                      | Kattegat                                        |
| 19     | Fur                   | 22,29      | 730                      | Limfjorden                                      |
| 20     | Fejø                  | 16         | 447                      | Smålandsfarvandet                               |
| 21     | Saltholm              | 15,99      | 2                        | Øresund                                         |
| 22     | Orø                   | 15,02      | 995                      | Isefjord                                        |
| 23     | Endelave              | 13,08      | 150                      | Kattegat                                        |
| 24     | Bogø                  | 13,07      | 1 183                    | Storstrømmen                                    |
| 25     | Sejerø                | 12,37      | 328                      | Kattegat                                        |
| 26     | Femø                  | 11,38      | 112                      | Smålandsfarvandet                               |
| 27     | Jegindø               | 7,91       | 410                      | Limfjorden                                      |
| 28     | Mandø                 | 7,63       | 34                       | Wattenmeer, Mare del Nord                       |
| 29     | Thurø                 | 7,53       | 3 672                    | Arcipelago di Fionia Meridionale                |
| 30     | Alrø                  | 7,51       | 147                      | Horsens Fjord                                   |
| 31     | Agersø                | 6,84       | 195                      | Grande Belt                                     |
| 32     | Venø                  | 6,46       | 165                      | Limfjorden                                      |
| 33     | Bågø                  | 6,23       | 22                       | Piccolo Belt                                    |
| 34     | Lyø                   | 6,05       | 85                       | Arcipelago di Fionia Meridionale                |
| 35     | Egholm                | 6          | 46                       | Limfjorden                                      |
| 36     | Avernakø              | 5,86       | 107                      | Arcipelago di Fionia Meridionale                |
| 37     | Gavnø                 | 5,75       | 24                       | Grande Belt                                     |
| 38     | Årø                   | 5,66       | 151                      | Piccolo Belt                                    |
| 39     | Glænø                 | 5,59       | 37                       | Smålandsfarvandet                               |
| 40     | Nyord                 | 4,99       | 36                       | Mar Baltico                                     |
| 41     | Strynø                | 4,88       | 222                      | Arcipelago di Fionia Meridionale                |
| 42     | Omø                   | 4,52       | 151                      | Grande Belt                                     |
| 43     | Drejø                 | 4,26       | 65                       | Arcipelago di Fionia Meridionale                |
| 44     | Fænø                  | 3,94       | 3                        | Piccolo Belt                                    |
| 45     | Agerø                 | 3,85       | 35                       | Arcipelago di Fionia Meridionale                |
| 46     | Tunø                  | 3,52       | 75                       | Kattegat                                        |
| 47     | Enø                   | 3,4        | 419                      | Smålandsfarvandet                               |
| 48     | Livø                  | 3,31       | 4                        | Limfjorden                                      |
| 49     | Hjarnø                | 3,21       | 115                      | Kattegat                                        |
| 50     | Askø                  | 2,82       | 27                       | Smålandsfarvandet                               |
| 51     | Barsø                 | 2,66       | 10                       | Piccolo Belt                                    |
| 52     | Æbelø                 | 2,32       | -                        | Kattegat                                        |
| 53     | Nekselø               | 2,23       | 17                       | Kattegat (Sejrøbugten)                          |
| 54     | Brandsø               | 2,04       | 0                        | Piccolo Belt                                    |
| 55     | Skarø                 | 1,97       | 26                       | Arcipelago di Fionia Meridionale                |
| 56     | Tærø                  | 1,75       | 0                        | Storstrømmen                                    |
| 57     | Masnedø               | 1,68       | 149                      | Storstrømmen                                    |
| 58     | Vejrø                 | 1,56       | 4                        | Storstrømmen                                    |
| 59     | Bjørnø                | 1,5        | 32                       | Arcipelago di Fionia Meridionale                |
| 60     | Vigelsø               | 1,48       | 0                        | Odense Fjord                                    |
| 61     | Eskilsø               | 1,39       | 5                        | Fiordo di Roskilde                              |
| 62     | Dybsø                 | 1,32       | -                        | Smålandsfarvandet                               |
| 63     | Siø                   | 1,31       | 25                       | Arcipelago di Fionia Meridionale                |
| 64     | Peberholm             | 1,3        | 0                        | Øresund                                         |
| 65     | Illumø                | 1,3        | -                        | Arcipelago di Fionia Meridionale (Helnæsbugten) |
| 66     | Langø                 | 1,27       | 6                        | Storstrømmen                                    |
| 67     | Romsø                 | 1,08       | -                        | Grande Belt                                     |
| 68     | Skalø                 | 1,06       | 0                        | Smålandsfarvandet                               |
| 69     | Enehøje               | 1,04       | -                        | Nakskov Fjord                                   |
| 70     | Langli                | 1          | -                        | Wattenmeer, Mare del Nord                       |
| 71     | Store Egholm          | 0,93       | -                        | Arcipelago di Fionia Meridionale                |
| 72     | Farø                  | 0,93       | 4                        | Storstrømmen                                    |
| 73     | Birkholm              | 0,92       | 12                       | Arcipelago di Fionia Meridionale                |
| 74     | Hjortø                | 0,9        | 7                        | Arcipelago di Fionia Meridionale                |
| 75     | Lilleø                | 0,86       | 6                        | Storstrømmen                                    |
| 76     | Rågø                  | 0,75       | -                        | Smålandsfarvandet                               |
| 77     | Hesselø               | 0,71       | -                        | Kattegat                                        |
| 78     | Hjelm                 | 0,62       |                          | Kattegat                                        |
| 79     | Vorsø                 | 0,57       | 1                        | Horsens Fjord                                   |
| 80     | Strynø Kalv           | 0,46       | -                        | Arcipelago di Fionia Meridionale (Helnæsbugten) |
| 81     | Halmø                 | 0,45       | -                        | Arcipelago di Fionia Meridionale                |
| 82     | Fjendø                | 0,4        | -                        | Nissum Fjord                                    |
| 83     | Mejlø                 | 0,4        | -                        | Kattegat / Grande Belt                          |
| 84     | Vejlø                 | 0,38       | 0                        | Nakskov Fjord                                   |
| 85     | Sprogø                | 0,37       | -                        | Grande Belt                                     |
| 86     | Draget                | 0,28       | -                        | Kattegat (al largo di Bogense)                  |
| 87     | Store Svelmø          | 0,27       | -                        | Arcipelago di Fionia Meridionale                |
| 88     | Christiansø           | 0,25       | 91                       | Arcipelago delle Ertholmene, Mar Baltico        |
| 89     | Kalvø                 | 0,22       | -                        | Mar Baltico (Guldborgsund)                      |
| 90     | Slotsholmen           | 0,21       | 18                       | Øresund                                         |
| 91     | Tornø                 | 0,21       | 3                        | Odense Fjord                                    |
| 92     | Græsholm, Hirsholmene | 0,21       |                          | Kattegat                                        |
| 93     | Vigø                  | 0,2        | -                        | Arcipelago di Fionia Meridionale (Helnæsbugten) |
| 94     | Hjælmshoved           | 0,2        | -                        | Arcipelago di Fionia Meridionale                |
| 95     | Slotø                 | 0,19       | -                        | Nakskov Fjord                                   |
| 96     | Kalvø                 | 0,17       | 8                        | Piccolo Belt                                    |
| 97     | Hirsholm              | 0,17       | 1                        | Kattegat (Hirsholmene)                          |
| 98     | Ejlinge               | 0,16       | -                        | Kattegat                                        |
| 99     | Møgelø                | 0,14       | -                        | Julsø                                           |

## Altre isole popolate
- Frederiksø
- Store Okseø, 4 abitanti
- Trekroner, 1 abitante

## Aree talvolta considerate o che furono isole
- Jordsand, anticamente un'isola
- Vejlø, una penisola talvolta considerata un'isola
- Christianshavn, talvolta considerata parte di Amager
- Holmen, talvolta considerata parte di Christianshavn o Amager

## Altre isole disabitate
- Lindholm (che ha una struttura di ricerche mediche)[9]